# Chiến dịch Ichi-Go
Chiến dịch Ichi-Go (tiếng Nhật: 一号作戦; rōmaji: Ichigo sakusen; phiên âm Hán-Việt: Nhất hiệu tác chiến
) là một chiến dịch quy mô lớn của Lục quân Đế quốc Nhật Bản nhằm bình định tuyến đường nối từ Hoa Bắc xuống Đông Dương và tiêu diệt căn cứ không quân của Hoa Kỳ đóng ở miền Đông Nam Trung Quốc.

## Tên gọi
Chiến dịch này còn có tên khác Chiến dịch Đại lục đả thông (tiếng Nhật: 大陸打通作戦; rōmaji: Tairiku datsū sakusen; phiên âm Hán-Việt: Đại lục đả thông tác chiến
). Tên này phản ánh mục tiêu của quân Nhật là mở đường từ miền Bắc Trung Quốc xuống bán đảo Đông Dương. Trong khi đó, ở Trung Quốc, nó được gọi là Hội chiến Dự Tương Quế (tiếng Trung: 豫湘桂会戦; bính âm: Yù Xīang Guì Huìzhàn) trong đó Dự chỉ Hà Nam, Tương chỉ Hồ Nam, và Quế chỉ Quảng Tây – những nơi chủ yếu mà chiến dịch được thực hiện.
Chiến dịch Ichi-Go lại được chia thành 2 phần. Phần đầu gọi là Chiến dịch Ko-Go (コ号作戦) hoặc Chiến dịch Kinh Hán (京漢作戦) trong đó Kinh (京) chỉ Bắc Kinh còn Hán (漢) chỉ Vũ Hán. Tên này phản ánh mục tiêu bình định các khu vực dọc theo tuyến đường sắt từ Bắc Kinh tới Vũ Hán. Phần sau gọi là Chiến dịch To-Go (ト号作戦) hoặc Chiến dịch Tương Quế (湘桂作戦).
Những trận đánh lớn nhất trong Chiến dịch Ichi-Go là trận tấn công Lạc Dương (có tài liệu gọi là trận miền Trung Hà Nam) từ 17/4 đến 25/5 năm 1944, trận Hồ Nam từ cuối tháng 5 đến tháng 8 năm 1944, trận Hành Dương từ 22/6 đến 11/8 năm 1944, trận Quế Lâm-Liễu Châu từ 16/8 đến 24/11 năm 1944.

## Bối cảnh
Kế hoạch chiến dịch Ichi-Go được vạch ra nhằm các mục đích sau:
- Không chế được tuyến đường sắt Kinh Hán nối Hoa Bắc với Hoa Nam, từ đó thành lập hành lang hậu cần trên đất liền nối lãnh thổ chính của Nhật Bản với phương Nam giàu có tài nguyên. Kể từ khi Nhật Bản leo thang chiến tranh với Trung Quốc, các nước phương Tây đã tiến hành cấm vận kinh tế đối với Nhật Bản và giao thông hàng hải của Nhật Bản gặp rất nhiều trở ngại. Mặt khác, hành lang này còn giúp tăng tính cơ động của quân Nhật, giúp cho Nhật có thể chiến đấu tốt hơn trên một chiến trường phạm vi rộng như Trung Quốc.
- Đánh phá căn cứ không quân Hoa Kỳ để ngăn chặn các máy bay ném bom chiến lược B-29 từ Đông Nam Trung Quốc đến oanh tạc lãnh thổ chính của Nhật Bản. Hồi tháng 11 năm 1943, B-29 của Hoa Kỳ từ Trung Quốc đã oanh tạc Tân Trúc (Đài Loan) khiến Nhật Bản lo ngại khả năng Hoa Kỳ sẽ ném bom Kyūshū.
- Làm suy yếu khả năng và tinh thần chiến đấu của quân đội Tưởng Giới Thạch.
- Làm phấn chấn tinh thần của người Nhật trong bối cảnh tình hình chiến trường xấu đi đáng kể.

## Lực lượng

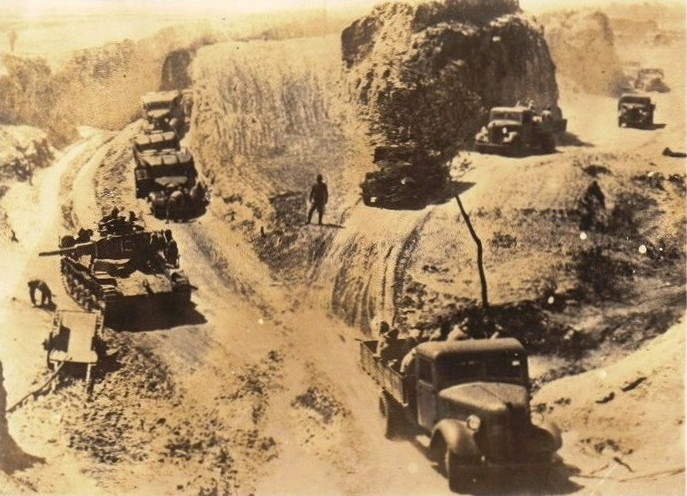
Xe tăng và xe vận tải của quân Nhật trong Chiến dịch Ichi-Go.

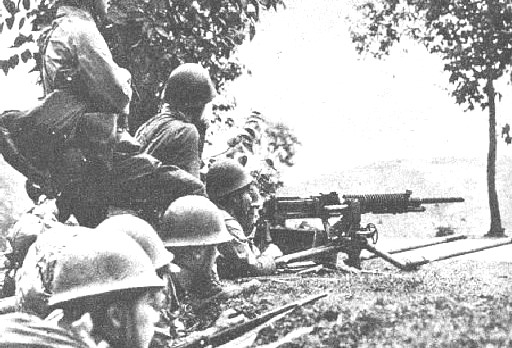
Quân Nhật đang sử dụng súng máy hạng nặng Kiểu 92.

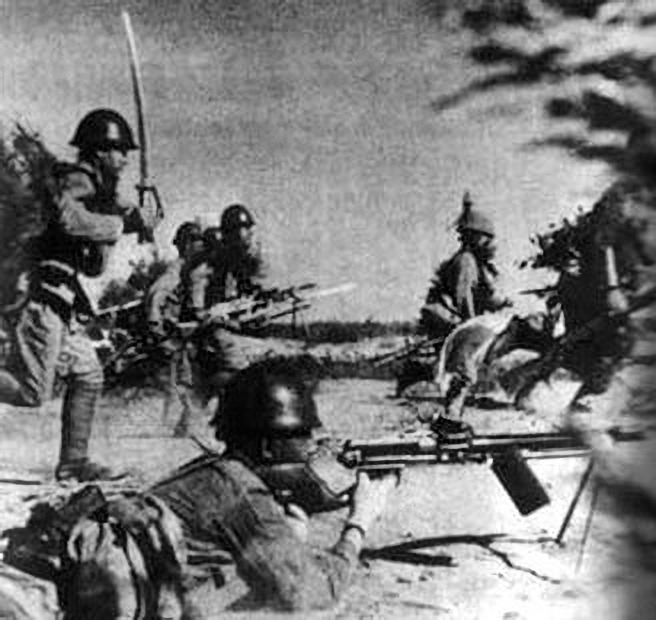
Quân Nhật đang tấn công Hà Nam.

Lực lượng phía quân Nhật là Trung Hoa phái khiển quân (một tổng quân) sau khi đã tăng cường và do đại tướng Hata Shunroku (畑俊六) chỉ huy. Binh lực lên đến 50 vạn người, 10 vạn ngựa, 1,5 vạn xe cơ giới, 800 xe tăng và gần 1300 đại bác các loại.
Lực lượng phía Trung Quốc chủ yếu là quân đội Quốc Dân đảng Trung Quốc, nhưng không tập trung. Quân ở Hà Nam do Thang Ân Bá (汤恩伯) chỉ huy, quân ở Hồ Nam do Tiết Nhạc (薛岳) chỉ huy, quân ở Quảng Tây là lực lượng của quân phiệt Bạch Sùng Hy. Tổng cộng binh lực Trung Quốc có tới 1 triệu, nhưng ở 3 nơi trọng yếu thì chỉ có 39 vạn quân, gần bằng quân Nhật, nhưng phương tiện-khí tài chiến đấu thua kém rất nhiều.

## Kết quả
Quân Nhật đã thành công trong việc chiếm được các vùng mục tiêu, song xét về mặt chiến lược thì không thu được mấy lợi ích. Mặc dù đã khôi phục được tuyến đường sắt nối từ Busan trên bán đảo Triều Tiên tới Rangoon ở Miến Điện và Sài Gòn ở Đông Dương, song vì tuyến đường này quá dài, nên nó dễ dàng bị quân du kích Trung Quốc đánh phá, và kết quả là không vận hành được. Vì thế, quân đoàn 22 và quân đoàn 37 phải gần như đi bộ tới Đông Dương. Căn cứ của máy bay ném bom B-29 Mỹ thì mặc dù phải lùi sâu vào trong nội địa, tại Lão Hà Khẩu và Thành Đô, nhưng với việc quần đảo Mariana bị rơi vào tay quân Mỹ thì hơn nửa lãnh thổ chính của Nhật vẫn trong tầm hoạt động của B-29. Mặc dù chiến dịch đã làm cho quân lực của Trung Hoa Dân quốc tổn thất không nhỏ, song không đủ làm cho họ mất hết sức và tinh thần chiến đấu. Do quân Nhật phải trải rộng ra khắp Trung Quốc, nên miền Hoa Bắc trở nên dễ dàng cho Bát lộ quân tấn công.
Mặt khác, việc quân đội Quốc Dân đảng Trung Quốc bị quân Nhật đánh thua liên tiếp đã khiến cho chính quyền Hoa Kỳ phải suy nghĩ lại về chiến lược ở châu Á-Thái Bình Dương. Hoa Kỳ giảm dựa vào quân đội Quốc Dân đảng. Và do đó mặt trận Miến Điện-Trung Quốc-Ấn Độ bị giảm ưu tiên. Quân đội Hoa Kỳ chuyển sang chú trọng mặt trận trên các quần đảo. Trên đất liền, Hoa Kỳ tăng cường ủng hộ một thế lực khác chiến đấu với Nhật Bản, đó là quân đội của Đảng Cộng sản Trung Quốc.